# Aron Eisenberg
Aron Scott Eisenberg (Los Angeles, 6 gennaio 1969 – Los Angeles, 21 settembre 2019) è stato un attore e fotografo statunitense. È noto per aver interpretato il Ferengi Nog nella serie televisiva Star Trek: Deep Space Nine.

## Biografia
Eisenberg fu adottato da una famiglia di ebrei statunitensi. Alla nascita aveva un solo rene parzialmente funzionante e all'età di 17 anni fu sottoposto al trapianto di rene, intervento che però limitò la sua crescita a soli 1 metro e 52 centimetri. Studiò teatro al Moorpark College a Moorpark, California.
Eisenberg apparve in diverse serie televisive e film per la TV, tra cui I racconti della cripta, Amityville Horror - La fuga del diavolo, Parker Lewis, Blue Jeans e General Hospital. Fu guest star in "Motherly Love", un episodio della serie Una famiglia a tutto gas. Fece poi diverse apparizioni nella serie degli anni 90 Il mondo segreto di Alex Mack, in cui interpretò il personaggio di Jerry. Apparve anche in diversi film come Nel nome dell'amicizia, Puppet Master III: Toulon's Revenge, Streets, e La casa 7.
Eisenberg interpretò il ferengi Nog, in Star Trek: Deep Space Nine. Sebbene il ruolo necessitasse di un pesante trucco per recitare come ferengi, apparve senza make-up nei panni di un giornalaio nell'episodio Lontano, oltre le stelle. Più tardi interpretò un giovane Kazon, chiamato Kar, in Star Trek: Voyager nell'episodio Iniziazioni. Fu ospite e produttore del podcast a tema Star Trek  intitolato The 7th Rule.
Eisenberg recitò anche in teatro in diverse produzioni come The Indian Wants the Bronx, On Borrowed Time e Minor Demons. Diresse inoltre la produzione On Borrowed Time (1997) e la produzione The Business of Murder (1998) al Conejo Players Theater. La sua ultima interpretazione fu in Walk to Vegas nel 2019. Eisenberg lavorava inoltre come fotografo professionista.
Aron nacque con un solo rene che per giunta non funzionava a dovere, portandolo a subire il primo trapianto a 17 anni dopo alcuni anni di dialisi. Nell'agosto del 2015 gli fu diagnosticata un'insufficienza renale. Si sottopose con successo a un nuovo trapianto di rene il 29 dicembre 2015, intervento che fu pagato grazie a una raccolta fondi. Morì il 23 settembre 2019, all'età di 50 anni.

## Vita privata
Sposato dal 2018 con Malíssa Longo, era padre di due figli.

## Filmografia

### Attore

#### Cinema
- La casa 7 (The Horror Show), regia di James Isaac e David Blyth (1989)
- Beverly Hills Brats, regia di Jim Sotos (1989)
- Caddie Woodlawn, regia di Giles Walker (1989)
- Streets, regia di Katt Shea (1990)
- Playroom, regia di Manny Coto (1990)
- La banda dei Rollerboys (Prayer of the Rollerboys), regia di Rick King (1990)
- Nel nome dell'amicizia (The Liars' Club), regia di Jeffrey Porter (1993)
- Pterodactyl Woman from Beverly Hills, regia di Philippe Mora (1997)
- 7 Days to Vegas, regia di Eric Balfour (2019)

#### Televisione
- Straight Up – serie TV, episodi 1x01 (1988)
- Amityville Horror - La fuga del diavolo (Amityville Horror: The Evil Escapes), regia di Sandor Stern – film TV (1989)
- Blue Jeans (The Wonder Years) – serie TV, episodi 4x09 (1990)
- Parker Lewis (Parker Lewis Can't Lose) – serie TV, episodi 1x16 (1991)
- I racconti della cripta (Tales from the Crypt) – serie TV, episodi 3x09 (1991)
- Puppet Master III: Toulon's Revenge, regia di David DeCoteau – video (1991)
- Il mondo segreto di Alex Mack (The Secret World of Alex Mack) – serie TV, episodi 1x05-1x08 (1994)
- Star Trek: Voyager – serie TV, episodio 2x02 (1995)
- Una famiglia a tutto gas (Brotherly Love) – serie TV, episodi 2x07 (1996)
- Brave New World, regia di Leslie Libman e Larry Williams – film TV (1998)
- Star Trek: Deep Space Nine – serie TV, 47 episodi (1993-1999) - Nog
- The Division – serie TV, episodio 1x13 (2001)
- Star Trek: Renegades, regia di Tim Russ – webmovie (2015)
- Cozmo's, regia di A.B. Stone – film TV (2016)
- Blade of Honor – serie TV, 5 episodi  (2017)
- What We Left Behind: Looking Back at Star Trek: Deep Space Nine, regia di Ira Steven Behr e David Zappone – documentario (2018)

### Doppiatore
- Star Trek Online – videogioco (2010) - Nog

## Teatro

### Attore
- The Indian Wants the Bronx
- On Borrowed Time
- Minor Demons
- Walk to Vegas (2019)

### Regista
- On Borrowed Time (1997)
- The Business of Murder (1998)

## Omaggi
- Nell'episodio Provarci fino alla morte (Die Trying, 2020) della serie televisiva Star Trek: Discovery, compare per pochi secondi l'astronave di classe Eisenberg USS Nog NCC-325070, in memoria di Aron Eisenberg.[15]

## Riconoscimenti
- Online Film & Television Association
  - 1997 – Candidatura come Miglior attore ospite in una serie in sindycation per Star Trek: Deep Space Nine

## Doppiatori italiani (parziale)
- Alessio Cigliano in Star Trek: Deep Space Nine